# Simon Flexner
Simon Flexner (Louisville, 15 de marzo de 1863 - Nueva York, 2 de mayo de 1946) fue un médico, científico, administrador y profesor de patología experimental en la Universidad de Pensilvania (1899–1903). Fue el primer director del Instituto de Investigación médica de la Universidad Rockefeller (1901–1935) de la fundación homónima y amigo y asesor de John D. Rockefeller Jr. Era el hermano mayor de Abraham Flexner y del líder sionista Bernard Flexner.
Entre sus logros más importantes se encuentran los estudios sobre la poliomielitis, y el desarrollo del tratamiento sérico contra la meningitis.
La bacteria Shigella flexneri recibió el nombre en su honor. Además Flexner fue el primero en describir la roseta Flexner-Wintersteiner, característica hallada en el retinoblastoma. Su hijo James Thomas Flexner fue un escritor prolífico; uno de sus trabajos fue una biografía completa de George Washington.
Flexner murió en Nueva York debido a un infarto de miocardio a los 83 años de edad. Sus trabajos de investigación se guardan en la American Philosophical Society.